# Louis Ramond de Carbonnières
Louis François Ramond de Carbonnières (o Louise François Élisabeth Ramond), baró de Carbonnières, (4 de gener de 1755, Estrasburg - 14 maig 1827, París), va ser un polític, geòleg i botànic francès. És considerat un els primers exploradors i experts d'alta muntanya pirenaica.

## Biografia
El seu pare era Pierre-Bernard Ramond (1715-1796), tresorer de guerra, i la seva mare Reine-Rosalie Eisentraut (1732-1762). Louis comença els seus estudis de dret a la Universitat d'Estrasburg el 1775 i es graduà com a advocat el febrer de 1777. Va fer amistat amb un excompany d'estudis, Jakob Michael Reinhold Lenz (1751-1792), escriptor d'estil Sturm und Drang. Ramond descobreix així la literatura romàntica alemanya, especialment l'obra Els sofriments del jove Werther de Goethe (1749-1832), i per la seva influència es decideix a ser escriptor. Publica el 1777  Les Dernières aventures du jeune d'Olban (Les darreres aventures del jove d'Olban).
El maig de 1777 fa un viatge a Suïssa per trobar-se amb escriptors, poetes i erudits com el teòleg Johann Kaspar Lavater (1741-1801) i els zoòlegs Albrecht von Haller (1708-1777) i Charles Bonnet (1720-1793); i es retroba amb el seu amic Lenz. Els dos participen d'una experiència d'èxtasi en contemplar la vall del Rin; Ramond és un apassionat de l'alta muntanya. Alguns dies més tard però, Lenz pateix un primer brot de crisi demencial. El 1778 publica les Élégies (Elegies), una obra impregnada del seu amor per la natura. Alguns extractes es faran públiques el mateix any en el Journal des Dames, de Claude-Joseph Dorat (1734-1780).
El 1779, Ramond i el seu pare s'instal·len a París. El 1780, Louis publica La Guerre d'Alsace pendant le Grand Schisme d'Occident, epopeia romàntica i històrica. Però París no és tot un àmbit sensible al romanticisme vingut d'Alemanya, i per això no troba cap reconeixement. Per això, marxa de París i torna a Estrasburg, on entra al servei del cardenal Louis René Édouard de Rohan (1734-1803), príncep de Rohan i cardenal-arquebisbe d'Estrasburg, cèlebre pel seu rol en l'afer del collar de la reina. En companyia del príncep, Ramond viatjà molt i conegué nombroses personalitats.

### Els Pirineus
El juny de 1786, a causa del desenllaç de l'afer del collaret de la reina, el cardenal fou exiliat a La Chaise-Dieu i tots dos partiren cap a Auvergne. Aquell estiu, el cardenal volgué anar a una vila termal als Pirineus i Ramond hi va anar per reconèixer la regió. Els dos homes passaran l'estiu i la tardor de 1787 a Barèges. Ramond recorregué les formacions geològiques de Gavarnia i del massís de la Maladeta, els quals eren objecte de controvèrsies (Déodat Gratet de Dolomieu) com el saber si eren granítiques com els Alps o calcàries, el que significava més antiguitat.
Va ésser el primer en formular la hipòtesi que les aigües del riu Éssera, ubicat al Sud dels Pirineus, que desapareixien al Forat d'Aigualluts ressorgissin als Uelhs deth Joeu, a la Vall d'Aran.
Ramond deixa al cardenal al desembre de 1788, quan se li autoritzà a tornar a Estrasburg. S'instal·là a París, i el 1789 publicà les seves primeres notes sobre els Pirineus: Observations faites dans les Pyrénées, pour servir de suite à des observations sur les Alpes. Per perfeccionar-se en la història natural seguí els cursos d'Antoine-Laurent de Jussieu (1748-1836) i de René Desfontaines (1750-1831) al Jardí Reial de les Plantes Medicinals o Jardí del Rei, esdevingut el 1793 l'actual Museu Nacional d'Història Natural de França.

### Política
Entrà en el món de la política i fou escollit el setembre de 1791 com a diputat per París, dins el club des Feuillants. El 1792 defensà els sacerdots refractaris els quals es volien deportar. Ramond va donar suport apassionadament a l'acció de la Fayette, que va intentar temperar l'entusiasme excessiu dels jacobins. Amenaçat, a l'agost del 1792 preferí fugir de París i es refugià als Pirineus. Encara que considerat sospitós, es pogué instal·lar a Barèges, on s'ocupà de les observacions geològiques i botàniques. Fou arrestat el 1794 i acusat de ser un enemic de la Revolució. Empresonat a Tarbes durant set mesos, s'escapà de la guillotina.

### Professor d'història natural
A partir d'aquell moment es dedica per complet a la història natural. Mantingué correspondència amb Picot de Lapeyrouse (1744-1818) i amb diversos botànics com ara Desfontaines, Thore (1762-1823) i Villars (1745-1814). A partir de 1796 començà a exercir com a professor d'Història natural a la nova Escola Central de Tarbes. Els seus cursos assoliren immediatament un gran èxit.
El 1797, com a gran especialista en botànica i en geologia dels Pirineus centrals, es dedicà a planificar una expedició per ascendir al cim del Mont Perdut (3.355 msnm) per saldar la controvèrsia que tenien Dolomieu i Lapeyrouse sobre l'edat dels calcaris de la cadena central. L'expedició, que estava formada quinze persones, inclosos Picot de Lapeyrouse i molts dels alumnes de Ramond, recol·lecta nombrosos fòssils, tot i que no aconseguiren arribar al cim. Els detalls de l'ascensió aparegueren el 1797 amb el títol de Voyage au Mont-Perdu et dans la partie adjacente des Hautes-Pyrénées. El 7 de setembre de 1797, acompanyat d'alguns dels seus alumnes, com Brisseau de Mirbel (1776-1854), Ramond intentà per segona vegada l'ascens. Però no fou fins al 1802 que finalment aconseguí fer cim. Ramond relatà la seva expedició al Journal de Mines, fet que li valdrà el reconeixement dels científics de la seva època. Es carteja amb René Just Haüy (1743-1822), Alexandre Brongniart (1770-1847) i Boudon de Saint-Amans (1748-1831). El gener de 1802 fou designat membre de l'Acadèmia de les Ciències.
Després de la clausura de l'Escola Central de Tarbes, el 1800 marxà a París com a membre del Consell Constitucional.
De 1800-1806 treballa al parlament i participà en la Société des observateurs de l'homme. El 1805 es casà amb Bonne-Olympe, vídua del general Louis-Nicolas Cherín i filla del seu amic Bon-Joseph Dacier (1742-1833). Amic de Napoleó Bonaparte, fou nomenat vicepresident del Corps législatif i, el 1806, prefecte de departament de Puèi Domat. Emprà més temps a herboritzar i a realitzar observacions meteorològiques que a ocupar-se de l'administració. Això no li impedí convertir-se en baró de l'Imperi el desembre de 1809.
El 1815 publica Nivellement des Monts Dores et des Monts Dômes disposé par ordre de terrains (Estratificació de les Muntanyes dors i Montes Dômes). Aquest mateix any fou elegit diputat del Puèi Domat i, el 1818, nomenat com a membre del Consell d'Estat i ja no deixarà París excepte per anar a Auvergne. El 1821 passà l'estiu a Alvèrnia amb René Desfontaines i dos joves naturalistes, Jacquemont (1801-1832) i el comte Jaubert (1798-1874). El 1825, publicà Sur l'état de la végétation au sommet du Pic du Midi.
Va morir al maig de 1827 a París, i està enterrat al Cementiri de Montmartre.